# Bad Rodach
Bad Rodach là một đô thị tại huyện Coburg, bắc bang Bayern, Đức. Đô thị này tọa lạc 10 km về phía đông nam của Hildburghausen, và 17 km về phía tây bắc của Coburg. Dân số thời điểm cuối năm 2006 là 6436 người.